# Steatoda tortoisea
Steatoda tortoisea là một loài nhện trong họ Theridiidae.
Loài này thuộc chi Steatoda. Steatoda tortoisea được miêu tả năm 2003 bởi Chang-Min Yin et al..